# Naucelles
Naucelles település Franciaországban, Cantal megyében. Lakosainak száma 2164 fő (2022. január 1.). Naucelles Aurillac, Crandelles, Reilhac, Saint-Simon és Ytrac községekkel határos.

## Népesség
A település népességének változása:
| Lakosok száma | 658  | 1651 | 1909 | 1914 | 1968 | 2044 | 2052 | 2113 | 2137 | 2164 |
|               | 1968 | 1990 | 2006 | 2011 | 2015 | 2016 | 2018 | 2019 | 2021 | 2022 |